# دنی کران
دنی کران (انگلیسی: Danny Curran؛ زادهٔ ۱۳ ژوئن ۱۹۸۱) بازیکن فوتبال اهل بریتانیا است.
از باشگاه‌هایی که در آن بازی کرده‌است می‌توان به باشگاه فوتبال لیتون اورینت اشاره کرد.